# Alfred Rieck
Alfred Rieck, född 5 augusti 1914, död 14 augusti 2000, var en tysk roddare.
Rieck blev olympisk bronsmedaljör i åtta med styrman vid sommarspelen 1936 i Berlin.